# Campeonato Sul-Americano de Futsal Feminino de 2007
O Campeonato Sul-Americano de Futsal Feminino de 2007 foi a 2.ª edição do Campeonato Sul-Americano de Futsal Feminino, que se realiza a cada dois anos. Realizou-se em Guayaquil, Equador, entre os dias 6 e 11 de novembro de 2007 no Complejo Roberto Gilbert Febres Cordero.
O campeão da competição foi o Brasil que venceu a Colômbia na final por 6 a 2.

## Participantes
Sete seleções de futsal membros da CONMEBOL participaram deste torneio.
| Equipes participantes | Equipes participantes | Equipes participantes | Equipes participantes | Equipes participantes |
| --------------------- | --------------------- | --------------------- | --------------------- | --------------------- |
| Argentina             | Brasil                | Colômbia              | Equador               |                       |
| Peru                  | Uruguai               | Venezuela             |                       |                       |

## Árbitros(as)
| - Fernando Caballos - Giselle Torri - Wilson Torres | - Jean Joza - Oscar Sánchez - Christian Peña | - Doris Doria - Ricardo Sosa - Ricardo Sosa |

## Fase inicial

### Grupo A
| Pos | Seleções  | Pts | J | V | E | D | GP | GC | SG |
| --- | --------- | --- | - | - | - | - | -- | -- | -- |
| 1º  | Brasil    | 6   | 2 | 2 | 0 | 0 | 7  | 2  | +5 |
| 2º  | Colômbia  | 3   | 2 | 1 | 0 | 1 | 4  | 4  | 0  |
| 3º  | Argentina | 0   | 2 | 0 | 0 | 2 | 3  | 8  | -5 |

### Grupo B
| Pos | Seleções  | Pts | J | V | E | D | GP | GC | SG  |
| --- | --------- | --- | - | - | - | - | -- | -- | --- |
| 1º  | Uruguai   | 6   | 3 | 2 | 0 | 1 | 9  | 5  | +4  |
| 2º  | Venezuela | 6   | 3 | 2 | 0 | 1 | 7  | 3  | +4  |
| 3º  | Equador   | 6   | 3 | 2 | 0 | 1 | 6  | 4  | +2  |
| 4º  | Peru      | 0   | 3 | 0 | 0 | 3 | 2  | 12 | -10 |

## Fase final
|  | Semifinais             | Semifinais             |   |                        | Final                  | Final |  |
|  |                        |                        |   |                        |                        |       |  |
|  | 10 de novembro de 2007 |                        |   |                        |                        |       |  |
|  | Brasil                 | 9                      |   |                        |                        |       |  |
|  | Venezuela              | 1                      |   |                        |                        |       |  |
|  |                        |                        |   |                        |                        |       |  |
|  |                        |                        |   |                        | 11 de novembro de 2007 |       |  |
|  |                        |                        |   |                        | Colômbia               | 2     |  |
|  |                        | Brasil                 | 6 |                        |                        |       |  |
|  |                        |                        |   |                        |                        |       |  |
|  |                        |                        |   |                        |                        |       |  |
|  |                        |                        |   |                        | 3º e 4º Lugar          |       |  |
|  | 10 de novembro de 2007 | 10 de novembro de 2007 |   | 11 de novembro de 2007 | 11 de novembro de 2007 |       |  |
|  | Uruguai                | 2                      |   | Uruguai                | 2                      |       |  |
|  | Colômbia               | 3                      |   |                        | Venezuela              | 4     |  |

## Classificação Final
| Pos | País      |
| --- | --------- |
|     | Brasil    |
|     | Colômbia  |
|     | Venezuela |
| 4   | Uruguai   |
| 5   | Equador   |
| 6   | Argentina |
| 7   | Peru      |

## Premiação
| Vencedor         |
| Brasil           |
| ---------------- |
| BRASIL 2º título |